# Prefeitura Municipal de São José dos Pinhais
Il Prefeitura Municipal de São José dos Pinhais è una società pallavolistica brasiliana, con sede a São José dos Pinhais: milita nel campionato brasiliano di Superliga Série A.

## Storia
Il Prefeitura Municipal de São José dos Pinhais fa il suo ingresso nella pallavolo professionistica quando partecipa all'edizione 2016 della Superliga Série B. Dopo cinque stagioni in divisione cadetta, nel corso delle quali conquista anche un Campionato Paranaense, nel 2020, grazie alla rinuncia di diversi club, viene ripescato in Superliga Série A, partecipandovi nell'annata 2020-21, conclusa all'undicesimo posto e con una immediata retrocessione.

## Rosa 2020-2021
| N° | Nome                  | Ruolo | Data di nascita  | Nazionalità sportiva |
| -- | --------------------- | ----- | ---------------- | -------------------- |
| 1  | Jéssica Drapalski     | C     | 1º agosto 1994   | Brasile              |
| 2  | Beatriz Flávio        | O     | 18 dicembre 1998 | Brasile              |
| 3  | Thaynã de Moraes      | P     | 15 febbraio 1993 | Brasile              |
| 5  | Natália Danielski     | S     | 5 dicembre 1999  | Brasile              |
| 6  | Larissa Gongra        | C     | 7 luglio 1991    | Brasile              |
| 7  | Istefani Silva        | P     | 24 marzo 2003    | Brasile              |
| 8  | Leticia Bonardi       | O     | 17 maggio 1995   | Brasile              |
| 9  | Gabriela Fabiano      | C     | 21 aprile 1994   | Brasile              |
| 10 | Talia Costa           | S     | 10 luglio 1997   | Brasile              |
| 11 | Cibele Carbornar      | P     | 23 marzo 1994    | Brasile              |
| 12 | Rayani Pichorim       | L     | 30 agosto 1994   | Brasile              |
| 13 | Júlia Moreira         | L     | 10 gennaio 1999  | Brasile              |
| 14 | Letícia Scherer       | S     | 30 aprile 1999   | Brasile              |
| 15 | María Alejandra Marín | P     | 4 novembre 1995  | Colombia             |
| 18 | Daniele de Oliveira   | C     | 4 novembre 1986  | Brasile              |
| 20 | Carla Santos          | S     | 17 gennaio 1992  | Brasile              |